# Заболоть (Вороновский район)
За́болоть (бел. Забалаць) — агрогородок в Вороновском районе Гродненской области Республики Беларусь. Административный центр Заболотского сельсовета.

## География
Агрогородок расположен на юго-западе Вороновского района, является третьим по величине населённым пунктом района. Расположена неподалёку от границы Литвы. Возле Заболоти находится искусственное озеро Низянка, образованное перекрытием реки Низянка дамбой, берущей начало возле деревни Толочки, впадающая в реку Пелеса на территории Литвы.
Соседние деревни: Толочки, Козляны, Малюки, Дворчаны, Гудинишки, Мигдалы, Провожа.
Через Заболоть проходит дорога Р145 Гродно — граница Литовской Республики (Эйшишкес), начинаются дороги Н6008 Заболоть — Ваверка (Лидский район), Н6687 Заболоть — Перовцы, Н6120 Заболоть — Якубовцы — Мисевичи.
Перечень улиц в Заболоти: Советская, Ленина, Набережная, Гагарина, Коммунистическая, Комсомольская, Терешковой, Юшкевича, Молодёжная.

## История
Первое упоминание в летописи — 1385 г. в приложении к хронике Виганда из Марбурга.
В конце XV века Заболоть была владением Якуба Чижевича, с начала XVI века имение принадлежало князю Василию Львовичу Глинскому, но после мятежа Глинских в 1508 году имение было конфисковано и пожаловано наместнику ожскому, переломскому и ясвойскому Войтеху Нарбутовичу, основавшему здесь в 1536 году местечко. В начале XVII века Заболоть принадлежала Сапегам, в дальнейшем её владельцами были Габаи, Тишкевичи, Нарбуты, Воляны. В 1622 был построен деревянный костел Святой Троицы, однако сохранившийся до нашего времени каменный костел был построен уже после вхождения Заболоти в состав Российской империи (1795) — в 1812 году по приказу графа Тишкевича.
Во второй половине XIX — начале XX века Заболоть является центром волости Лидского повета Виленской губернии. В 1861 — владение Потоцких. Здесь во время восстания 1863—1864 гг. действовал отряд Нарбута.
В 1905 году в Заболоти находилось имение Племянниковых. С 1921 — местечко, центр гмины Лидского повета Новогрудского воеводства Польши. Рядом находился одноимённый фольварок с населением в 45 жителей. С 1940 года Заболоть центр сельсовета Радунского района Барановичской, с 1944 — Гродненской области, с 1962 года входит в состав Вороновского района. В советское время являлась центром колхоза имени Ленина (сейчас СПК «Заболотский-агро»).
Численность населения Заболоти:
- 1885 год — 75
- 1897 год — 151
- 1905 год — 94
- 1921 год — 258
- 1940 год — 544
- 1970 год — 1064
- 2004 год — 1022

## Организации и предприятия
- Коммунальное сельскохозяйственное унитарное предприятие «Гирки»
- Ветлечебница
- Пограничная застава «Заболоть»
- ГУО «Заболотская средняя школа имени Е. Н. Карпенкова»

## Инфраструктура
Магазин, отделение почтовой связи, амбулатория врача общей практики, средняя школа, детский сад, интегрированная сельская библиотека.

## Культура
- Центр культура и досуга
- Этнографический музей «Спадчына» ГУО «Заболотская средняя школа имени Е. Н. Карпенкова»

## Достопримечательности
- Костёл Святой Троицы. Памятник архитектуры классицизма. Построен в 1803—1812 годах. Окружён бутовой оградой с трёхарочными воротами. ( Историко-культурная ценность Беларуси, код 413Г000133)
- Мельница. Построена в XIX веке (на данный момент снесена. И на её месте построен пограничный пост).
- Валун «Будревич камень» Вороновский. Геологический памятник природы республиканского значения. Самый большой валун в Вороновском районе. Находится в 4,5 км на запад от Заболоти, в 500 м на северо-запад от западной окраины деревни Ремзы Заболотского сельского Совета. Видимая часть камня весит более 30 т, общий вес — около 130 т.